# Kate Marsden
Kate Marsden (Edmonton, 13 mei 1859 – Londen, 26 maart 1931) was een Britse missionaris, ontdekkingsreizigster, schrijfster en verpleegster. Ze deed onderzoek naar de behandeling van lepra en werd hierin gesteund door koningin Victoria en keizerin Maria Feodorovna.
Marsden maakte een reis van Moskou naar Siberië om een medicijn tegen lepra te vinden en richtte in Siberië een behandelingscentrum voor leprozen op. Vervolgens keerde ze terug naar Engeland en hielp ze bij de oprichting van het Bexhill Museum. Ze werd echter gedwongen om zich als bestuurder van het museum terug te trekken. Na haar reis werd zij herhaaldelijk slachtoffer van homofobie, waarbij zowel haar financiën als de beweegredenen van haar reis in twijfel werden getrokken. Haar seksuele geaardheid werd bijna de basis voor een rechtszaak die te vergelijken is met die van Oscar Wilde. Marsden werd desondanks benoemd als fellow van de Royal Geographical Society. Er is een grote diamant naar haar vernoemd en ze wordt nog steeds herdacht in Siberië; in 2014 werd in het dorp Sosnovka een groot herdenkingsmonument voor haar opgericht.

## Jeugd
Marsden werd in 1859 geboren in Edmonton (Londen) als dochter van J.D. Marsden en Sophie Matilda Wellsted. Haar oom was de ontdekkingsreiziger kapitein James Raymond Wellsted. Kate Marsden werd verpleegster toen ze zestien jaar oud was en ging in een ziekenhuis in Londen werken. Later werd ze hoofdverpleegster in het Wellington Hospital in Nieuw-Zeeland. Ze was daar met haar moeder naartoe gegaan om voor haar zus te zorgen die aan tuberculose leed. Haar zus stierf binnen enkele dagen na hun aankomst. Marsden kreeg de functie van hoofdverpleegster vanwege haar staat van dienst, maar werkte slechts vijf maanden. Door een trapongeval kon ze een aantal maanden niet werken en moest ze haar functie neerleggen. Dit leidde tot gemengde reacties: van gouverneur William Jervois en het management kreeg ze zes maanden loon mee, maar anderen was het opgevallen dat ze zich een paar dagen voor het ongeluk had verzekerd en dat haar personeel haar moeilijk en autoritair vond.
Marsden richtte in Nieuw-Zeeland een afdeling van St John Ambulance op en gaf er lezingen. Tijdens haar laatste lezing vertelde ze van plan te zijn Louis Pasteur in Europa te bezoeken en vervolgens samen te gaan werken met pater Damiaan in Hawaï bij de verzorging van leprapatiënten. Ze ontving financiële steun om haar werk voort te zetten.
Samen met anderen reisde ze van Tottenham naar Bulgarije om Russische soldaten te verplegen die gewond waren geraakt tijdens de Russisch-Turkse oorlog in 1877. Voor haar werk voor het Rode Kruis, haar onbaatzuchtigheid en toewijding kreeg zij van keizerin Maria Feodorovna een onderscheiding. Het verhaal gaat dat Marsden in de buurt van de Bulgaarse stad Svisjtov voor het eerst twee leprozen ontmoette en er door hen van overtuigd raakte dat het haar missie was te werken met mensen die aan deze ziekte leden.

## Belangstelling voor lepra
Het ziekenhuis in Wellington was voornamelijk opgezet om zorg aan de Maori-bevolking te verlenen. Marsden zou later schrijven dat ze in Nieuw-Zeeland voor leprapatiënten zorgde. Hoewel er wel een ziekte was die op lepra leek, kwam lepra onder de Maori-bevolking niet voor.
Marsden bleef werken als verpleegster en bezocht ook zieken, maar wilde naar de Britse koloniën om leprozen te behandelen. Nadat ze hiervoor de steun van koningin Victoria en prinses Alexandra had gekregen, reisde ze naar Rusland en kreeg financiering van de Russische koninklijke familie. Hiermee kon ze naar Egypte, Palestina, Cyprus en Turkije reizen. Volgens haar boek On sledge and horseback to the outcast Siberian Lepers ontmoette ze in Istanboel een Engelse arts die haar vertelde over de geneeskrachtige eigenschappen van een in Siberië groeiend kruid. Deze informatie inspireerde haar en ze besloot naar Siberië door te reizen.

## Reis naar Siberië

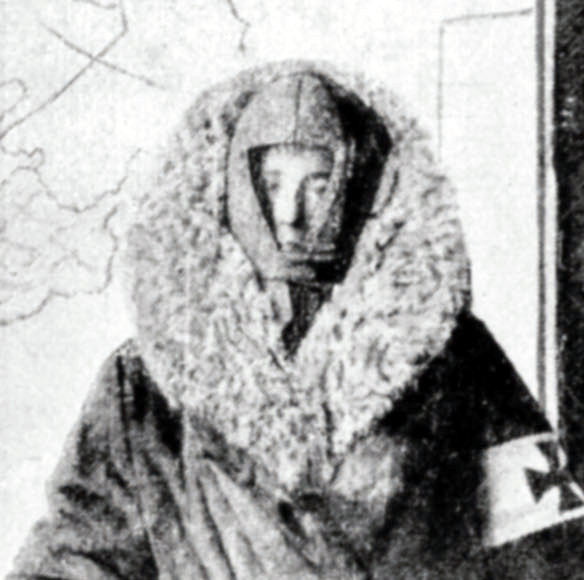
Marsden in kleding van het merk Jaeger die ze droeg tijdens haar reis, met achter haar een landkaart waarop haar reis staat aangegeven

Kate Marsden begon haar reis van Engeland naar Moskou aan boord van het zeilschip Parramatta en kwam in november 1890 in Moskou aan. Het lukte haar een audiëntie met de keizerin te regelen. Die gaf haar een brief waarin ze de lezers aanmoedigde om Marsden ten dienste te zijn bij haar onderzoek naar lepra in Siberië. Marsden nam zoveel proviand en kleding mee dat ze door drie mannen in de slee moest worden geholpen waarmee ze een deel van haar reis zou afleggen. Ze vertelde dat ze in die kledij haar benen niet kon buigen. Zij nam eveneens achttien kilo Christmas pudding aan bagage mee. Ze rechtvaardigde dit met de argumenten dat dit dessert lang houdbaar was en ze het lekker vond. Drie maanden later vertrok ze met een assistent en de tolk Ada Field.

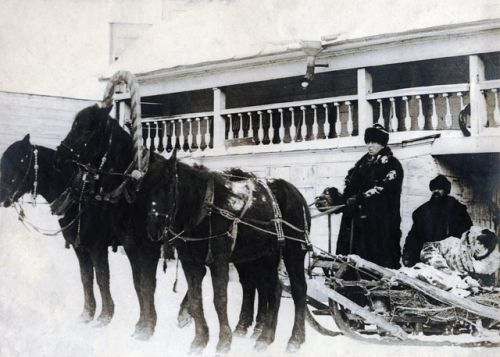
Kate Marsden tijdens haar reis in Siberië

Ze reisde circa 18.000 km door Rusland met de trein, boot, slee en te paard. In de buurt van Omsk moest ze haar reis onderbreken omdat ze ziek was geworden.
Ze verleende hulp in gevangenissen waar ze tijdens haar tocht langskwam en deelde voedsel uit aan Russische gevangenen die in ballingschap reisden. Vrouwen die deze gevangenen vergezelden en veroordeelde vrouwen kregen van haar een dubbele portie. Rond haar verjaardag in mei kwam ze in Irkoetsk aan en stelde ze een commissie samen om de problematiek van leprozen aan te pakken. Daarna volgde ze de rivier de Lena naar Jakoetsk. Daar kreeg ze het kruid in handen waarvan ze dacht dat het een medicijn tegen lepra kon zijn. Hoewel het kruid niet de genezing bracht waarop ze had gehoopt, bleef ze in Siberië met leprapatiënten werken.
In 1892 werd ze fellow van de Royal Geographical Society en kreeg ze van koningin Victoria persoonlijk een broche in de vorm van een engel. In 1893 reisde ze naar Chicago om de wereldtentoonstelling bij te wonen. Ze had een stand in het speciaal voor de tentoonstelling gebouwde Woman’s Building en gaf in dit vrouwenpaviljoen tijdens het Congress of Women (vrouwenvergadering) een lezing over haar reizen (getiteld ‘de leprozen’).
In 1895 stichtte Marsden een liefdadigheidsinstelling die nu het St Francis Leprosy Guild heet en die nog steeds actief is. In 1897 keerde ze terug naar Siberië waar ze in Viljoejsk een ziekenhuis voor leprapatiënten opende. Ze herstelde nooit volledig van haar reis. In haar boek On Sledge and Horseback to Outcast Lepers in Siberia uit 1893 deed zij verslag van haar reis.

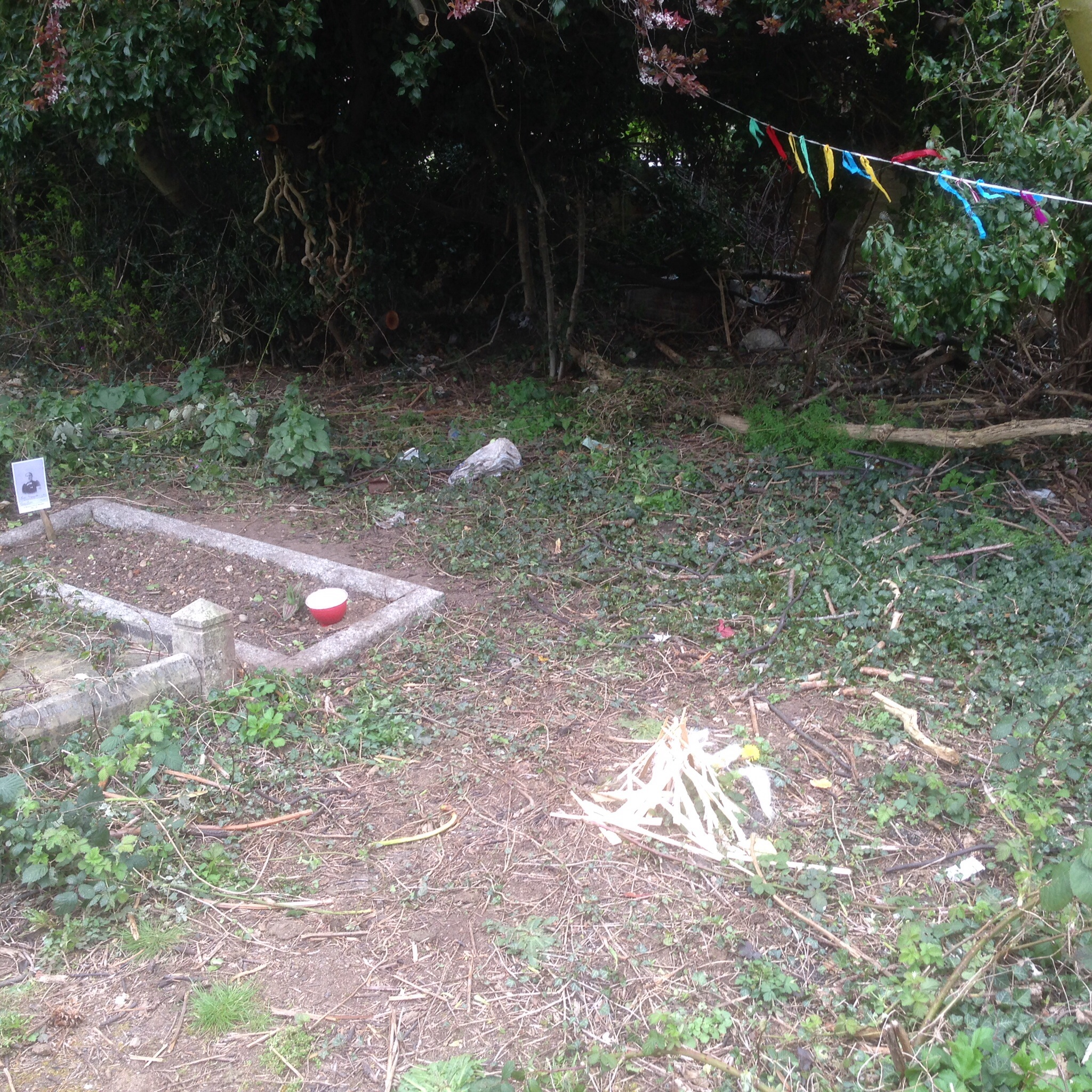
Het graf van Marsden op de begraafplaats van Hillingdon in Uxbridge

Kate Marsden overleed op 26 maart 1931 in Londen en werd op 31 maart van dat jaar begraven op de begraafplaats van Hillingdon in Uxbridge. Haar graf was vele jaren overwoekerd met struiken. Deze zijn verwijderd en haar graf en de graven eromheen zijn nu bereikbaar. Het herdenkingsmonument voor Kate Marsden werd op 3 september 2019 onthuld.

## Nog meer controverse

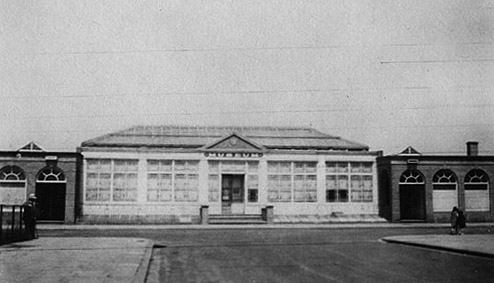
Het Bexhill Museum in 1914

Het Bexhill Museum werd gesticht door Marsden en dominee J.C. Thompson. Marsden wordt gezien als de drijvende kracht achter de oprichting en zij organiseerde bijeenkomsten om lokale steun te verwerven. Ze schreef naar de krant, nodigde hoogwaardigheidsbekleders uit en slaagde erin voorwerpen uit de collecties van de eigenaren van luciferfabriek Bryant and May en chocoladefabriek Fry’s te verzamelen.
Marsden gaf het museum haar schelpencollectie en stimuleerde dr. Walter Amsden om zijn collectie Egyptische voorwerpen te schenken. In februari 1913 werd bij de lokale overheid een verzoek voor fondsen ingediend waarbij Marsden als belangrijkste ondersteuner van het museum werd genoemd en waaraan de tekst van haar gesprek met de raad was toegevoegd.
In 1913 nam de burgemeester van Bexhill contact op met het museumbestuur en onthulde dat Marsden betrokken was geweest bij een controverse over fondsen en wat haar vermeende seksuele voorkeur was. De goededoelenorganisatie Charity Organisation Society oordeelde daarop dat Marsden ongeschikt was om een liefdadigheidsfonds te beheren en ze moest ontslag nemen. Het museum werd in 1914 toch geopend, maar zonder Marsden.
De controverse rond Marsden werd niet opgehelderd. Aan het einde van haar leven leed ze aan oedeem en gingen haar verstandelijke vermogens achteruit. Ze overleed in 1931. Na haar dood weigerde het Bexhill Museum een portret van haar dat werd aangeboden.

## Nalatenschap

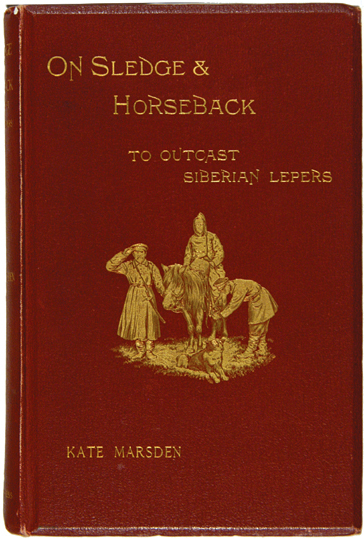

Elk jaar wordt de Kate Marsden-beurs toegekend aan de beste student Engelse taal van de Staatsuniversiteit in Jakoetsk.
In 1991 werd aan een 55-karaats diamant, gevonden in Jakoetië, de naam zuster van barmhartigheid Kate Marsden gegeven.
In 2008 werd een onderzoek ingesteld om het mysterieuze kruid te achterhalen waarvoor Marsden naar Siberië was gereisd. Sommigen denken dat het gaat om alsem dat zou worden gebruikt bij de behandeling van zweren. Daarna werd gedacht aan kutchutka, een kruid dat wordt vermeld in een woordenboek uit 1899 in de Jakoetse taal. Felicity Aston wordt gezien als degene die heeft ontdekt dat de vertaling van dit woord ‘lepramedicijn’ is. Een lokale kruidendokter zei dat hij het kruid enkele jaren had gebruikt, maar dat het erg zeldzaam was en hij het de laatste tijd niet had gezien. De onderzoekers vonden de gebouwen van de leprakolonie in het Russische plaatsje Sosnovka. De gebouwen zijn tegenwoordig in gebruik als dorpshuis en woning en maakten vroeger deel uit van het leprozenziekenhuis. Dit ziekenhuis werd in 1962 gesloten.
In 2009 werd in een park in Jakoetië de eerste steen gelegd voor een herdenkingsmonument ter gelegenheid van de honderdvijftigste geboortedag van Marsden. In datzelfde jaar ging in het Sakha Theatre een nieuw toneelstuk in première met de titel Kate Marsden. An Angel of Divine Disposals (Kate Marsden. Een engel van goddelijke dienstbaarheid).
De Royal Geographical Society bezit een kleine collectie persoonlijke voorwerpen van Marsden, waaronder haar horloge, een fluitje en de broche die zij van koningin Victoria kreeg.
- Biblioteca Nacional de España: XX5207462
- Gemeinsame Normdatei: 132255812
- International Standard Name Identifier: 0000 0000 8078 5207
- Library of Congress Control Number: nr89011510
- Nederlandse Thesaurus van Auteursnamen: 073408514
- SNAC: w6tz44j8
- Virtual International Authority File: 21988551
- WorldCat: E39PBJtGWHc4qYCV4pVWfXHwG3